# Майна (Ульяновская область)
Майна — рабочий посёлок, административный центр Майнского городского поселения и Майнского района Ульяновской области России. Железнодорожная станция «Майна» на линии Ульяновск — Рузаевка.

## География
Майна расположена в 75 км (по дорогам) юго-западнее Ульяновска. В окрестностях посёлка находятся истоки рек Майна и Березовка.

## История
Основан в 1898 году как пристанционный посёлок на новой линии Инза—Симбирск Московско-Казанской железной дороги.
1 января 1899 года на станции Майна открылся телеграф.
В 1911 году открылась земская школа.
В 1913 году при станции Майна было три посёлка: в первом, посёлок при ст. Майна — 22 двора, 136 жителей; во втором, посёлок при ст. Майна, находившийся на земле крестьян деревни Карцевки — 20 дворов, 108 жителей, земское училище, хлебный торг, ежедневный базар, а также третий — посёлок на хуторе бывшего Старцева, при дер. Карцевке, — 9 дворов 70 жителей.
В июле 1918 года приезд на станцию Майна отряда Г. Д. Гая, а также командарма М. Н. Тухачевского и члена РВС В. В. Куйбышева. Реорганизация отряда в сводную Симбирскую дивизию. В Майне была создана 1-я сводная Симбирская дивизия Красной Армии, названная впоследствии «Железной». 
В 1918 году был создан Карцевский сельский совет, куда и вошли пос. Майна, д. Карцевка и хутор Старцев. 
В июле 1924 года посёлок Майна стал центром волости, в котором в 58 дворах жило 388 человек, имелась школа 1-й ступени, волостное правление, ж/д станция «Майна». 
3 августа 1930 года Майна стала административным центром Майнского района.
10 июля 1938 года создана Майнская МТС.
Осенью 1941 года в пос. Майна эвакуирован Брянская военная школа лётчиков первоначального обучения (ШМАС). Строительство в окрестностях Майны оборонительной линии Ульяновск — Сызрань.
Статус посёлка городского типа — с 1957 года. 
24 декабря 1977г. - в Майне торжественно открыли новую школу на 1176 мест. В 1977 это была крупнейшая стройка в районе, осуществлялась с  участием ПМК-17 под руководством Панфилова Леонида Ивановича заслуженного строителя РСФСР. 
12 декабря 1999 г. — Открытие в р.п. Майна церкви Казанской Божией Матери. 
28 сентября 2001 г. — Создание в р.п. Майна представительства УГТУ. 
В 2005 году Майна стала административным центром Майнского городского поселения.
18 мая 2006 г. — Открытие в р.п. Майна представительства Московской Современной гуманитарной академии.
18 августа 2006 г. — Открытие в р.п. Майна районной Доски почёта.
1 февраля 2007 г. — Открытие в р.п. Майна дополнительного офиса Ульяновского отделения Россельхозбанка.
26 марта 2009 г. — Присвоение Майнской межпоселенческой библиотеке имени И. С. Полбина.
7 мая 2010 г. — Открытие в р.п. Майна районного историко-краеведческого музея (первого зала).
13 июня 2010 г. — Празднование 80-летия со дня образования Майнского района, Дня р.п. Майны, открытие второго зала районного музея.

## Население
| 1959  | 1970  | 1979  | 1989  | 2002  | 2007  | 2009  |
| ----- | ----- | ----- | ----- | ----- | ----- | ----- |
| 5127  | ↗6701 | ↗6924 | ↗8216 | ↘7974 | ↘7457 | ↘7422 |
| 2010  | 2012  | 2013  | 2014  | 2015  | 2016  | 2017  |
| ↘7109 | ↘6943 | ↘6864 | ↘6761 | ↘6629 | ↘6465 | ↘6300 |
| 2018  | 2019  | 2020  | 2021  |       |       |       |
| ↘6223 | ↘6081 | ↘5970 | ↗6666 |       |       |       |

## Люди, связанные с посёлком
- Уроженец — историк Афанасьев, Юрий Николаевич (1934—2015).
- Уроженец и постоянный житель — спортсмен, неоднократный чемпион и бомбардир области по футболу, чемпион области и участник всероссийской сельской олимпиады по русским шашкам. Артист, лауреат и дипломант различных конкурсов эстрадной песни, один из лучших вокалистов района — Виктор Фёдорович Афанасьев (16.02.1946 — 13.05.2015)[3].
- В годы Великой Отечественной войны житель посёлка А. И. Феднов внёс в фонд создания эскадрильи самолётов и танковой колонны 50 тысяч рублей из личных сбережений[3].
- В 1926—27 годах, после окончания Карлинской школы, здесь работал избачом и секретарём волостной комсомольской организации И. С. Полбин. Из Майны он был призван в ряды Красной Армии[3].
- С 1934 по 1936 годы, здесь жил и умер Алексей Антонович Морозов — обладатель золотой медали ВДНХ, создатель механических кукол, которые находятся в театральном музее Ульяновского областного театра кукол и в частных коллекциях[27].
- Чепанов, Михаил Петрович — Герой Советского Союза (1945). Проживал и работал в посёлке.
- Яковлев, Василий Афанасьевич — советский государственный и политический деятель, Герой Социалистического Труда. Проживал и работал в посёлке.
- Мытарев, Иван Петрович — Герой Советского Союза (1945). Проживал и работал в посёлке.

## Достопримечательности
- Здание земской школы, кон. XIX в.[28]
- Средняя общеобразовательная школа, 1930-е гг.[28]
- Здание поселкового Совета, 1930-е гг.[28]
- Водонапорная пристанционная башня, 1898 г.[28]
- Памятник 565 землякам, погибшим в Великой Отечественной войне[3].
- Родники[29][30].
- Исток реки Майна[31].
- Майнский историко-краеведческий музей[32].

## Инфраструктура
- Дом культуры, современный спортивный комплекс, работают 3 детских сада, детский дом, центральная районная больница, аптека, 2 библиотеки, 1 общеобразовательная и музыкальная школы, центр детского творчества, торговый центр, промышленные предприятия, в зеленом сквере  возведен памятник 565 землякам, погибшим в Великой Отечественной войне. В районе издаётся газета «Ленинец» (с 1930 года)[9].

## Транспорт
Пассажиров поселка обслуживают железнодорожный  и автобусный вокзалы. Действует два маршрута городского автобуса. (Маршрут № 1 — «ул. Северная — Больница», маршрут № 2 — «Больница — Посёлок СХТ».)

## Предприятия
- ООО «Майнская швейная фабрика»
- Майнский сыродельный завод, ООО В составе холдинга «АМП Дамол / Молторг, ООО».
- Ж/д станция Майна, код ЕСР 643707